# Nimos
Nimos es una isla griega del archipiélago del Dodecaneso, en el sur del Mar Egeo. Se encuentra frente a la costa de Symi, de la que la separa un estrello estrecho llamado Diapori. Cuenta con una superficie de 4,6 km² y actualmente se encuentra deshabitada. Los antiguos griegos la conocían con el nombre de Ymos. Ha sido declarado sitio arqueológico por el Consejo Arqueológico Central de Grecia.

## Población
| Año        | 1947 | 1951 | 1961 | 1971 | 1981 | 1991 | 2001 | 2011 |
| Habitantes | -    | 18   | -    | 6    | -    | -    | -    | 0    |